# Depressarites blastuliferella
Depressarites blastuliferella är en fjärilsart som beskrevs av Hans Rebel 1935. Depressarites blastuliferella ingår i släktet Depressarites och familjen plattmalar. Inga underarter finns listade i Catalogue of Life.